# Attila Filkor
Attila Filkor (ur. 12 lipca 1988 w Budapeszcie) – węgierski piłkarz grający na pozycji pomocnika lub napastnika w drużynie Budafoki. Jest wychowankiem MTK Hungária Budapeszt. Zanim trafił do Interu w 2006 roku, grał w maltańskim Pietà Hotspurs.